# CMA-CGM-Flüsse-Serie
Die Schiffe der CMA-CGM-Flüsse-Serie bilden eine Bauserie von Containerschiffen der französischen Reederei CMA CGM.

## Geschichte
Die 28 Schiffe umfassende Baureihe wurde von CMA CGM in China in Auftrag gegeben. Die Serie wird von der Dalian Shipbuilding Industry Company in Dalian, bei New Times Shipbuilding in Jiangsu und bei Samsung Heavy Industries in Geoje gebaut. Alle Schiffe sind nach Flüssen benannt. Das Typschiff der Klasse ist die CMA CGM Danube, die Ende Juni 2014 in Fahrt gesetzt wurde. Eingesetzt wird die Serie auf dem Bosphorus Express genannten Dienst zwischen Asien und dem Schwarzen Meer.

## Technik

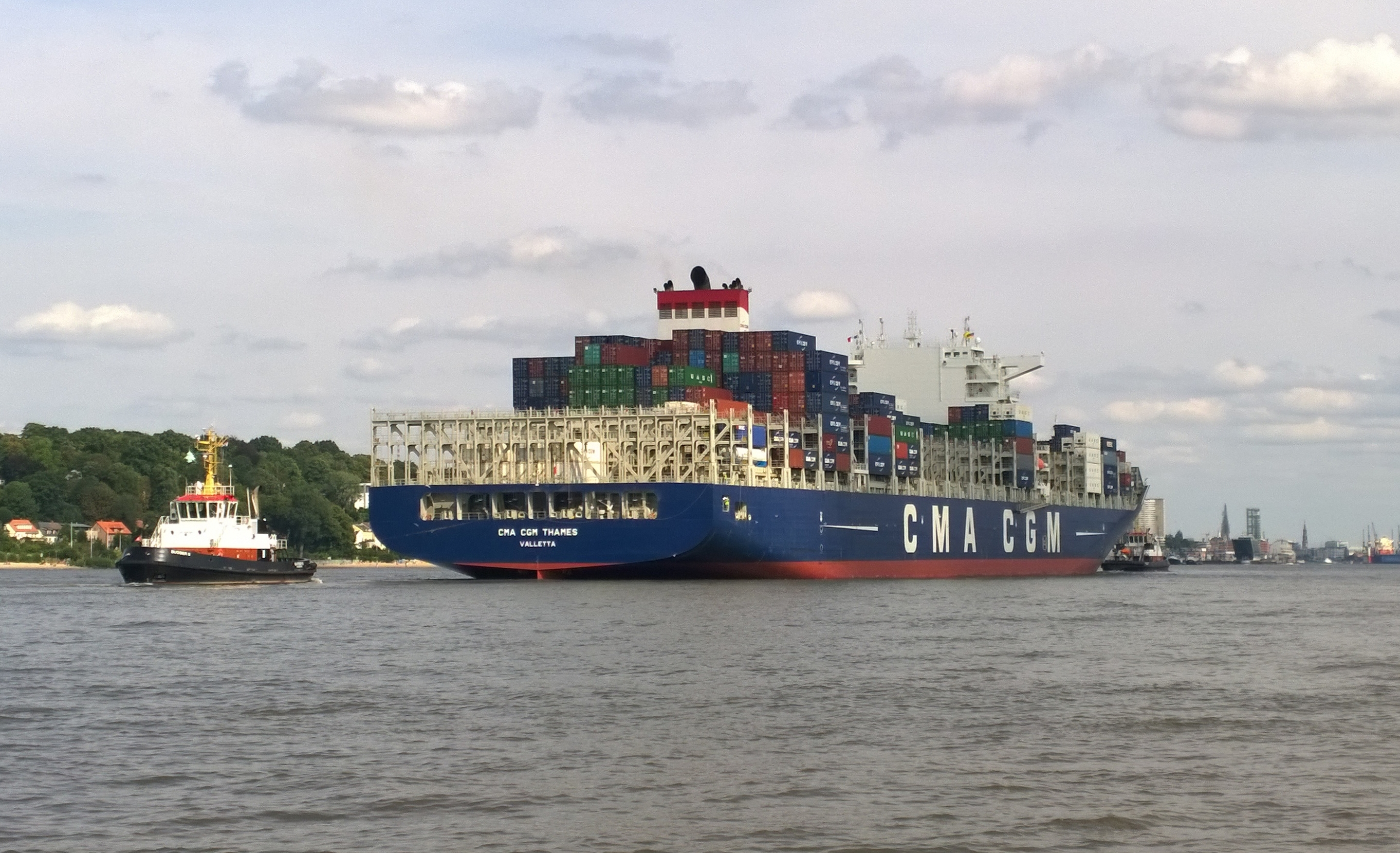
CMA CGM Thames Heckansicht

Die Doppelhüllenschiffe sind etwas unterhalb der ULCS-Größe angesiedelt. Schiffbaulich sind sie bis auf die deutlich geringere Schiffslänge vergleichbar wie nahezu alle ULCS-Entwürfe ausgelegt – die Maschinenanlage ist achtern und das Deckshaus weit vorne angeordnet, was einen verbesserten Sichtstrahl und somit höhere vordere Decksbeladung ermöglicht. Unterhalb des Aufbaus sind unter anderem die Bunkertanks angeordnet, um die geltenden MARPOL-Vorschriften zu erfüllen. Die Antriebsanlage mit dem Hauptmotor ist weit achtern angeordnet. Es werden Zweitakt-Dieselmotoren des Typs MAN B&W 9S90ME-C9 verwendet, die von einem südkoreanischen Lizenznehmer zugeliefert werden. Zur Verbesserung der Manövriereigenschaften sind Querstrahlruder im Bug und Heck angeordnet. Die Laderäume der Schiffe werden mit Pontonlukendeckeln verschlossen. Die Schiffe haben eine maximale Containerkapazität zwischen 9400 und 10.900 TEU, bei einem durchschnittlichen Containergewicht von vierzehn Tonnen verringert sich die Kapazität. Weiterhin sind Anschlüsse für Integral-Kühlcontainer vorhanden.

## Die Schiffe (Auswahl)
| CMA-CGM-Flüsse-Serie | CMA-CGM-Flüsse-Serie | CMA-CGM-Flüsse-Serie | CMA-CGM-Flüsse-Serie | CMA-CGM-Flüsse-Serie                     | CMA-CGM-Flüsse-Serie                   |
| Bauname              | Bauwerft/Baunummer   | IMO-Nummer           | Fertigstellung       | Auftraggeber                             | Umbenennungen und Verbleib             |
| -------------------- | -------------------- | -------------------- | -------------------- | ---------------------------------------- | -------------------------------------- |
| CMA CGM Danube       | Dalian/C9200-1       | 9674517              | 13. Juli 2014        | CIMC CMA CGM Eternal City Global         | 2016: Niledutch Orca, 2017: APL Danube |
| CMA CGM Elbe         | Dalian/C9200-2       | 9674529              | 10. Oktober 2014     | CIMC CMA CGM Favour Century Holdings     | so in Fahrt                            |
| CMA CGM Litani       | New Times/0209201    | 9705055              | 3. Dezember 2014     | CIMC CMA CGM Opportune Global            | so in Fahrt                            |
| CMA CGM Tigris       | New Times/0209202    | 9705067              | 22. Dezember 2014    | CIMC CMA CGM Smartsoul Investments       | so in Fahrt                            |
| CMA CGM Loire        | Dalian/C9200-3       | 9674531              | 5. Februar 2015      | CIMC CMA CGM Fortune Sign Management     | so in Fahrt                            |
| CMA CGM Ural         | New Times/0209203    | 9705079              | 9. Februar 2015      | CIMC CMA CGM Principle Smart Investments | so in Fahrt                            |
| CMA CGM Rhone        | Dalian/C9200-4       | 9674543              | 17. Februar 2015     | CIMC CMA CGM Great North Holdings        | so in Fahrt                            |
| CMA CGM Volga        | New Times/0209204    | 9705081              | 16. März 2015        | CIMC CMA CGM Unified Solutions           | so in Fahrt                            |
| CMA CGM Tage         | Dalian/C9200-5       | 9674555              | 31. März 2015        | CIMC CMA CGM Hero Plus Holdings          | so in Fahrt                            |
| CMA CGM Thames       | Dalian/C9200-6       | 9674567              | 12. Juni 2015        | CIMC CMA CGM Smart Bay                   | so in Fahrt                            |
| CMA CGM Niagara      | Samsung/2113         | 9722675              | 10. November 2015    |                                          | so in Fahrt                            |
| Daten: Equasis       |                      |                      |                      |                                          |                                        |